# Баденская государственная капелла
Баденская государственная капелла (нем. Badische Staatskapelle) — немецкий симфонический оркестр, базирующийся в Карлсруэ. Ведёт свою историю от придворной капеллы маркграфа Баден-Дурлахского, основанной в 1662 году и распущенной в 1733-м, когда проходившие в этом регионе франко-австрийские военные действия Войны за польское наследство вынудили маркграфа оставить свою резиденцию. В 1743 году оркестр был воссоздан, и его капельместером вновь стал Иоганн Мельхиор Мольтер. С 1808 г. капелла также является оркестром Баденской оперы.
Расцвет оркестра пришёлся на 1850-70-е гг., вместе с расцветом Великого герцогства Баденского: за его пульт становились Ференц Лист и Рихард Вагнер, 4 ноября 1876 года оркестр под управлением Феликса Отто Дессоффа исполнил премьеру Первой симфонии Иоганнеса Брамса.

## Руководители оркестра
- Иоганн Мельхиор Мольтер (1743—1765)
- Джачинто Шьятти (1765—1776)
- Йозеф Алоис Шмиттбаур (1777—1804)
- Людвиг Йозеф Шмиттбаур (1804—1808)
- Кристиан Франц Даннер и Иоганн Евангелист Брандль (1808—1812)
- Франц Данци (1812—1824)
- Йозеф Штраус (1825—1863)
- Герман Леви (1864—1872)
- Макс Ценгер (1872—1873)
- Феликс Отто Дессофф (1875—1880)
- Феликс Мотль (1880—1903)
- Михаэль Баллинг (1904—1906)
- Георг Гёлер (1907—1909)
- Леопольд Райхвайн (1909—1913)
- Фриц Кортолецис (1913—1925)
- Йозеф Крипс (1926—1933)
- Клаус Несстреттер (1933—1935)
- Йозеф Кайльберт (1935—1940)
- Отто Мацерат (1940—1955)
- Александр Краннхальс (1955—1961)
- Артур Грюбер (1962—1976)
- Кристоф Прик (1977—1985)
- Хосе Мария Кольядо (1985—1987)
- Гюнтер Нойхольд (1989—1996)
- Кадзуси Оно (1996—2002)
- Энтони Брэмолл (2002—2008)
- Джастин Браун (2008—2020)
- Георг Фрич (с 2020 г.)